# Emil Böhmer (Landrat)
Emil Böhmer (* 19. November 1879 in Ludwigshafen; † 27. Mai 1957) war ein deutscher Landrat.

## Leben
Nach dem Abitur am humanistischen Theodor-Heuss-Gymnasium Ludwigshafen studierte Emil Böhmer Rechtswissenschaften an der Ruprecht-Karls-Universität Heidelberg und der Julius-Maximilians-Universität Würzburg, wo er Mitglied der Studentenverbindung Unitas Hetania Würzburg war. Nach der ersten juristischen Staatsprüfung schloss sich der Vorbereitungsdienst an. Am 3. März 1906 promovierte er in Würzburg mit der Dissertation „Die Höchsthypothek des bürgerlichen Rechts“ zum Dr. jur. et rer. pol. Das große juristische Staatsexamen (früher Staatskonkurs) absolvierte Böhmer im Jahre 1907 und kam als Rechtspraktikant zur Regierung der Oberpfalz. Am 1. Februar 1914 wechselte er in die Kommunalverwaltung und wurde Assessor im Bezirksamt Vohenstrauß und später in gleicher Funktion in Gemünden am Main. 1927 erhielt er den Titel und Rang eines Regierungsrats und wurde 1930 Bezirksamtsvorstand in Bogen, wo er bis zu seinem Wechsel am 1. Dezember 1934 als  Bezirksamtsvorstand (ab 1939 Landrat) im Bezirksamt Dachau (ab 1939 Landkreis Dachau) blieb. 1945 seines Amtes enthoben, wurde er vom 1. Mai 1945 bis zum 10. Juli 1946 interniert und im Entnazifizierungsverfahren am 10. Mai 1948 von der Spruchkammer Dachau als Minderbelasteter eingestuft. Im Berufungsverfahren erhielt er den Status Mitläufer, so dass Böhmer im April 1949 wieder eingestellt wurde, bei gleichzeitiger Versetzung in den Ruhestand.
Böhmer war zum 1. Mai 1933 in die NSDAP eingetreten (Mitgliedsnummer 1.859.213) und Kreisamtsleiter. 1937 wurde er förderndes Mitglied der SS.